# Hynek Rajch
Hynek Rajch (* 13. Dezember 1997) ist ein tschechischer Grasskiläufer. Er nahm 2012 erstmals an Weltcuprennen teil.

## Karriere
Nachdem Rajch schon mehrere Jahre an Rennen des Tschechien-Cups sowie des FIS-Schülercups teilgenommen und dabei in seiner jeweiligen Altersklasse zahlreiche Siege gefeiert hatte, nahm er beim Weltcupfinale der Saison 2012 in Rettenbach erstmals an zwei Weltcuprennen teil. Er beendete den Slalom an 14. Position und die Super-Kombination an 22. Stelle, womit er sich im hinteren Mittelfeld platzierte und auf Anhieb die ersten Weltcuppunkte gewann. Im Gesamtweltcup belegte er damit den 50. Rang.

## Erfolge
- Weltcup 2012: 1 Platzierung unter den besten 15